# دهه ۱۰۴۰ (میلادی)
دهه ۱۰۴۰ صد و چهارمین دهه تقویم میلادی است.

## درگذشتگان
‎